# Gia Carides

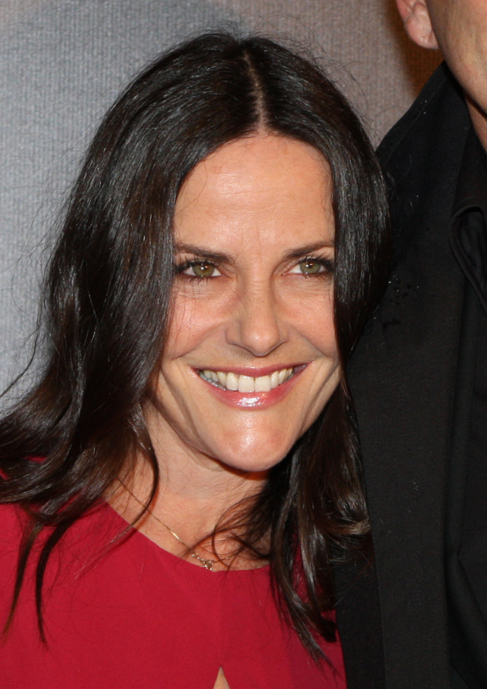
Gia Carides nel 2013

Gia Carides (Sydney, 4 giugno 1964) è un'attrice australiana.

## Biografia
Gia Carides è figlia di padre greco e madre inglese. 
Nel 1992 interpreta Liz Holt nel film Ballroom - Gara di ballo. Nel 1996 Susy Connor nel film Bugie geniali. Nel 1999 lavora nel film Austin Powers - La spia che ci provava, secondo capitolo della saga Austin Powers.
Nel 2002 è la cugina Nikki nel film Il mio grosso grasso matrimonio greco, ruolo che riprende nella serie televisiva del 2003 My Big Fat Greek Life  e nel sequel del 2016 Il mio grosso grasso matrimonio greco 2.
Tra il 2017 e il 2019 interpreta Melissa nella serie televisiva Big Little Lies - Piccole grandi bugie.

## Vita privata
È stata sposata dal 1998 al 2015 con l'attore Anthony LaPaglia.

## Filmografia

### Attrice

#### Cinema
- The Love Letters from Teralba Road, regia di Stephen Wallace (1977)
- Midnite Spares, regia di Quentin Masters (1983)
- Corri cavallo corri (Phar Lap), regia di Simon Wincer (1983)
- Coca Cola Kid (The Coca-Cola Kid), regia di Dušan Makavejev (1985)
- Bliss, regia di Ray Lawrence (1985)
- Backlash, regia di Bill Bennett (1986)
- Ballroom - Gara di ballo (Strictly Ballroom), regia di Baz Luhrmann (1992)
- L'adorable svampita (The Girl Who Came Late ), regia di Kathy Mueller (1992)
- Greenkeeping, regia di David Caesar (1992)
- Lucky Break, regia di Ben Lewin (1994)
- Bad Company, regia di Damian Harris (1995)
- Ladri per amore (Two If by Sea), regia di Bill Bennett (1996) - non accreditata
- Bugie geniali (Brilliant Lies), regia di Richard Franklin (1996)
- The Cottonwood, regia di Steven Feder (1996)
- Per troppo amore (Lifebreath), regia di P.J. Posner (1997)
- I colori della vittoria (Primary Colors), regia di Mike Nichols (1998)
- Letters from a Killer, regia di David Carson (1998)
- Austin Powers - La spia che ci provava (Austin Powers: The Spy Who Shagged Me), regia di Jay Roach (1999)
- Le avventure estreme di super Dave (The Extreme Adventures of Super Dave), regia di Peter MacDonald (2000) - direct-to-video
- Maze, regia di Rob Morrow (2000)
- Jack the Dog, regia di Bobby Roth (2001)
- Thank Heaven, regia di John Asher (2001)
- Il mio grosso grasso matrimonio greco (My Big Fat Greek Wedding), regia di Joel Zwick (2002)
- Exposed, regia di Misti Barnes (2003)
- One Last Thing..., regia di Alex Steyermark (2005)
- Stick It - Sfida e conquista (Stick It), regia di Jessica Bendinger (2006)
- The Trap, regia di Rita Wilson (2007) - cortometraggio
- Anno uno (Year One), regia di Harold Ramis (2009)
- Burning Man, regia di Jonathan Teplitzky (2011)
- In Loco Parentis, regia di Paul Ashton (2011) - cortometraggio
- Annie and the Gypsy, regia di Russ Brown (2012)
- Six Train, regia di Elisabeth Kiernan Averick (2014) - cortometraggio
- This Isn't Funny, regia di Paul Ashton (2015)
- Il mio grosso grasso matrimonio greco 2 (My Big Fat Greek Wedding 2), regia di Kirk Jones (2016)
- Joe Cinque's Consolation, regia di Sotiris Dounoukos (2016)
- We Only Know So Much, regia di Donal Lardner Ward (2018)
- Penguin Bloom, regia di Glendyn Ivin (2020)
- Il mio grosso grasso matrimonio greco 3 (My Big Fat Greek Wedding 3), regia di  Nia Vardalos (2023)

#### Televisione
- Wandin Valley - serie TV, episodi 3x25, 3x26 (1983)
- Five Mile Creek - serie TV, episodio 2x05 (1984)
- Studio 86 - serie TV, episodi1x02, 1x08 (1986)
- Australians - serie TV, episodio 1x01 (1988)
- Inside Running - serie TV (1989)
- Rafferty's Rules - serie TV, episodio 5x24 (1990)
- Boys from the Bush - serie TV, episodi 1x01, 1x02 (1991)
- Acropolis Now - serie TV, episodio 3x02 (1991)
- Ultraman: Towards the Future - miniserie TV, 13 episodi (1990-1992)
- The Resting Place, regia di Rebel Penfold-Russell - cortometraggio TV (1992)
- Seven Deadly Sins - miniserie TV, episodio 1x06 (1993)
- Polizia squadra soccorso (Police Rescue) - serie TV, 8 episodi (1992-1993)
- Le fantastiche avventure di Capitan Zoom (The Adventures of Captain Zoom in Outer Space), regia di Max Tash - film TV (1995)
- Firehouse, regia di John McNaughton e Alan Smithee - film TV (1996)
- E.R. - Medici in prima linea (ER) - serie TV, episodio 3x18 (1997)
- Il figlio del Male (The Devil's Child), regia di Bobby Roth - film TV (1997)
- Innamorarsi a Venezia (A Secret Affair) regia di Bobby Roth - film TV (1999)
- My Big Fat Greek Life - serie TV, 7 episodi (2003)
- Senza traccia (Without a Trace) - serie TV, episodio 3x11 (2005)
- East of Everything - serie TV, 10 episodi (2008-2009)
- Small Time Gangster - miniserie TV, 8 episodi (2011)
- We Are Men - serie TV, episodi 1x01, 1x08 (2013)
- Wonderland - serie TV, episodi 1x12, 3x07 (2013/2015)
- Twin Peaks: il ritorno (Twin Peaks) - serie TV, episodio 1x02 (2017)
- The Librarians - serie TV, episodio 4x03 (2017)
- Big Little Lies - Piccole grandi bugie (Big Little Lies) - serie TV, 9 episodi (2017-2019)

#### Pubblicità
- Enough Guts to Say No!, regia di Virginia Westbury (1981)

### Doppiatrice
- Annie's Coming Out, regia di Gil Brealey (1984) - non accreditata
- Gladius, regia di Robert Blackadder (2003) - videogioco
- Back to the Outback - Ritorno alla natura, regia di Clare Knight e Harry Cripps (2021) - Film

## Doppiatrici italiane
- Stella Musy in Il mio grosso grasso matrimonio greco 2, Il mio grosso grasso matrimonio greco 3
- Alessandra Korompay in Lucky Break
- Cinzia De Carolis in Letters from a Killer
- Pinella Dragani in Austin Powers - La spia che ci provava
- Eleonora De Angelis in Penguin Bloom
- Cinzia Villari in Big Little Lies - Piccole grandi bugie